# Drew Lock
Andrew Stephen Lock (* 10. November 1996 in Columbia, Missouri) ist ein amerikanischer Quarterback, der an der University of Missouri American Football spielte, bevor ihn die Denver Broncos in der zweiten Runde des NFL Draft 2019 auswählten. Seit 2025 steht Lock bei den Seattle Seahawks unter Vertrag, für die er schon 2022 und 2023 als Backup-Quarterback spielte. 2024 stand er in Diensten der New York Giants.

## College
Lock spielte vier Jahre für Missouri Football. Bereits in seinem ersten Jahr am College (2015) übernahm Lock das Team als Starting Quarterback. Allerdings war sein erstes Jahr wenig produktiv für ihn, und er konnte in 12 Spielen lediglich 1.332 Yards Raumgewinn und 4 Touchdowns bei 8 Interceptions erreichen. Auch sein Team verpasste mit 5 Siegen und 7 Niederlagen deutlich die Teilnahme an einem Bowl. Im Folgejahr 2016 schaffte Lock seinen Durchbruch und konnte sich in allen Statistiken merklich verbessern. So konnte er in der Saison 3.399 Yards bei 23 Touchdowns und 10 Interceptions auflegen. 2017 erzielte Lock mit 44 Touchdowns nicht nur die meisten Touchdowns in einer Saison seiner Collegekarriere, sondern auch die meisten Touchdowns eines Quarterbacks in der NCAA-Saison 2017. Der Zweitplatzierte in dieser Statistik war 2017 Baker Mayfield, der bei dem NFL Draft 2018 als erster Spieler ausgewählt wurde, mit 43 Touchdowns. Weiter stellte Lock mit den 44 Touchdowns einen neuen Rekord in der Southeastern Conference auf. In der Saison 2017 gelang es Lock, sich erstmals für die Teilnahme an einem Bowl zu qualifizieren. Beim Texas Bowl unterlag man allerdings der University of Texas at Austin. 2018 spielte Lock erneut ein starkes Jahr mit 28 Touchdowns bei 8 Interceptions sowie 3.498 Yards. Außerdem erlief er zusätzlich noch 175 Yards und 6 Touchdowns. Beim Liberty Bowl 2018 konnte Lock mit seinem Team erneut nicht gewinnen, man unterlag Oklahoma State mit 33-38.

## NFL
NFL-Experten sahen Lock im Vorfeld des NFL Draft 2019 überwiegend als Erstrundenpick. Letztendlich wurde Lock allerdings erst in der zweiten Runde des NFL Draft 2019 an der 42. Stelle von den Denver Broncos ausgewählt. Er war somit nach Kyler Murray, Daniel Jones und Dwayne Haskins der vierte Quarterback, der 2019 gedraftet wurde.
Lock gab sein NFL-Debüt in Woche 13 der Regular Season gegen die Los Angeles Chargers. Er wurde als Starting Quarterback eingesetzt, nachdem der frühere Super-Bowl-Gewinner und eigentliche Starting Quarterback der Denver Broncos (Joe Flacco, früher Baltimore Ravens) verletzt ausgefallen war und Backup Brandon Allen nicht die gewünschte Leistung erbrachte. Bei seinem Debüt warf Lock zwei Touchdownpässe und eine Interception, die Broncos gewannen mit 23:20. Seine stärkste Leistung der Saison zeigte Lock beim überraschenden 38:24-Sieg über die Houston Texans, bei dem Lock 71,5 % seiner Pässe ans Ziel brachte. Er verzeichnete dabei drei Touchdowns bei einer Interception. Während die Broncos die Play-offs der Saison 2019 mit 7-9 zwar klar verpassten, gelang unter Lock eine positive Entwicklung: Von den fünf Spielen mit ihm als Starting Quarterback gewannen die Broncos vier.
In der Vorbereitung auf die Saison 2021 verlor Lock seine Position als Starting-Quarterback an Teddy Bridgewater.
Im März 2022 einigten sich die Broncos im Rahmen eines Trades für Russell Wilson darauf, Lock an die Seattle Seahawks abzugeben. Dort war er zwei Jahre lang Backup von Geno Smith, am 15. Spieltag der Saison 2023 machte er beim Sieg gegen die Philadelphia Eagles mit einem späten Comeback der Seahawks, die das Spiel im vierten Viertel noch zu ihren Gunsten drehten, auf sich aufmerksam, als Smith verletzungsbedingt fehlte. Im März 2024 unterschrieb Lock einen Einjahresvertrag über fünf Millionen US-Dollar bei den New York Giants.
Bei den Giants nahm Lock wieder die Rolle des Backup-Quarterbacks ein, erst in der Endphase der Saison bestritt er fünf Spiele als Starting Quarterback. Sein bestes Karrierespiel lieferte er dabei in Woche 17 beim 45:33-Sieg über die Indianapolis Colts ab, als er 17 von 23 Pässe für 309 Yards anbrachte sowie vier Touchdowns und keine Interception warf. Sein Quarterback Rating betrug 155,3 (möglicher Höchstwert: 158,3).
Am 16. April 2025 gaben die Seattle Seahawks seine Verpflichtung bekannt. Damit kehrte Lock in die Stadt zurück, in der sein Sohn 2024 zur Welt gekommen war.